# Športska dvorana Jezero
Športska dvorana Jezero je višenamjenska dvorana u Kragujevcu, u Srbiji.
Ima kapacitet od 5.320 gledatelja. Koriste ju KK Radnički, OK Radnički i RK Radnički.
Prvi športski događaj u ovoj dvorani održan je 20. listopada 1978. košarkaškom utakmicom Radničkog i KK Jugoplastika iz Splita.